# Ruger Redhawk
Le Ruger Redhawk est un revolver de gros calibre créé en 1979.

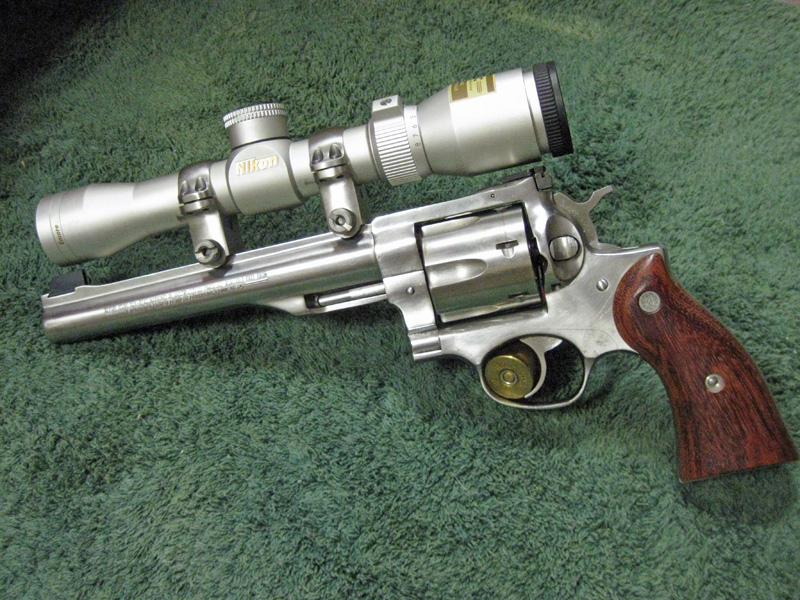
Ruger Redhawk en .44 Magnum avec une lunette custom.

Malgré l'introduction du Ruger Super Redhawk en 1987, le Redhawk reste en production aujourd'hui. De nombreux tireurs préfèrent le cadre plus compact du Redhawk pour la chasse et l'autoprotection, en particulier ceux qui ne prévoient pas d'utiliser une lunette.

## Problèmes de production
Au milieu des années 1980, Ruger a reçu des rapports faisant état de pannes de canon sur le Redhawk. Les canons de certains revolvers Redhawk s'étaient séparés à la jonction entre le canon et le châssis. La cause de la séparation du canon n'était pas connue à l'époque, ni pourquoi elle ne s'était pas produite auparavant, puisque le Redhawk était sur le marché depuis 1980. Ruger a d'abord résolu le problème en introduisant une nouvelle conception de récepteur, allongeant le cadre de 2,5 pouces au-delà. le cylindre face à l’extrémité de la tige d’éjection. La nouvelle conception a considérablement augmenté le support du canon. Le cadre allongé offrait également suffisamment de longueur pour permettre de monter les bases de lunette sur le cadre, plutôt que le support de canon requis sur les versions à lunette de l'ancien Redhawk. Cette nouvelle conception, baptisée Ruger Super Redhawk , a également introduit une poignée tronquée révisée similaire à celle du revolver Ruger GP100.
Les ingénieurs de Ruger ont ensuite déterminé que les séparations des canons du Redhawk étaient le résultat d'un serrage excessif des filetages des canons pré-lubrifiés lors de leur vissage au cadre, provoquant des fractures de contrainte. Ruger a corrigé ce problème avec des procédures d'assemblage révisées. Cependant, comme le nouveau design du Super Redhawk était déjà terminé et que le Redhawk original restait très demandé, la décision a été prise de conserver le Redhawk et le Super Redhawk en production.

## Calibres
- .357 Magnum
- .41 Magnum (abandonné)
- .44 Magnum
- .45 Colt / 45 ACP (depuis 2015)

## Données numériques
- Longueur du canon ; 21 à 33  cm.
- Longueur du canon	:
  - 7,5  po  (191  mm).
  - 5,5  po  (140  mm ).
  - 4,2  po  (107  mm ).

- Masse à vide : 1,25 à 1,45 kg.

- Barillet : 6 coups